# Riolit
Riolit je magmatska ekstruzivna kamnina (predornina) s felzično sestavo. Tipični riolit vsebuje več kot 69% SiO2 (glej Klasifikacija TAS). Diorit ima lahko steklasto do afanitsko do porfiritsko teksturo. Najpogostejši spremljajoči minerali so kremen, alkalni glinenec in plagioklaz v razmerju večjem od 1:2 (glej diagram QAPF). Običajna akcesorna minerala sta biotit in amfibol.

## Ime
Ime riolit je sestavljeno iz grških besed  ρέιν [rhein], ki pomeni teči ali iztekati. in  λιθος [lithos], ki pomeni kamen. V petrologijo ga je vpeljal nemški popotnik in geolog Ferdinand von Richthofen po svojih raziskavah Skalnega gorovja v 1860. letih.

## Geologija
Riolit je nakakšen predorninski ekvivalent globočninskega granita, zato so izdanki riolita lahko zelo podobni granitu. Zaradi velike vsebnosti kremena in majhne vsebnosti železa in magnezija, so riolitne taline visoko polimerizirane in tvorijo zelo viskozne lave. Riolit se pojavlja tudi v brečah, vulkanskih  zamaških in dajkih. Rioliti, ki so se ohladili prehitro, da bi kristalili, tvorijo naravno steklo ali vitrofir (obsidian). Med počasnejšim ohlajanjem so v lavi nastali mikroskopski kristali, ki so povzročili nastanek plastnatih, sferulitskih (krogličastih),  nodularnih (okroglih ali zaobljenih) in litofizalnih (votlih) struktur. Nekateri rioliti so zelo mehurčkasti  plovci. Erupcije riolita so lahko zelo eksplozivne, depoziti pa so lahko sestavljeni iz tefre/tufa ali ibnimbritov.

## Nahajališča
Obsežna nahajališča riolita so v Nemčiji (Thüringer Wald, Saška, Saška - Anhalt, Schwarzwald, Vogezi), na Islandiji, v Skalnem gorovju, Andih in Novi Zelandiji. 

## Sklic
1. ↑  Rhyolite Ghost Town  , pridobljeno 22. decembra 2009

## Vir
- Roland Vinx: Gesteinsbestimmung im Gelände. 2. izdaja. 2008 Springer-Verlag. Berlin Heidelberg 2008. str. 236  ISBN 3-8274-1925-5